# Lieu hanté
« Maison hantée » redirige ici. Pour les autres significations, voir Maison hantée (homonymie).
 (décembre 2012).
 (décembre 2013).

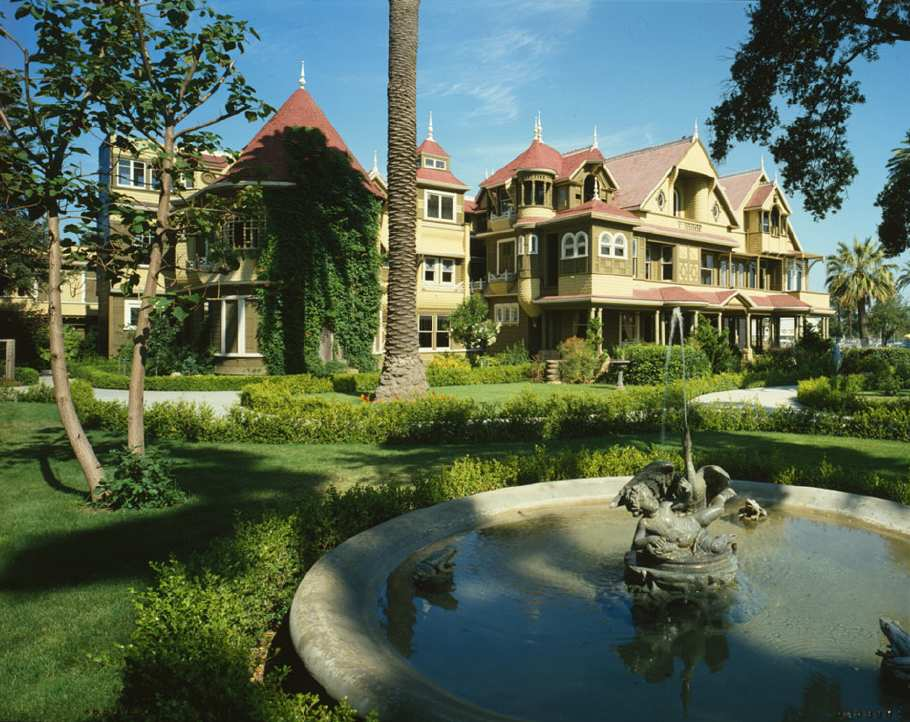
La mystérieuse Maison Winchester est supposée être hantée.

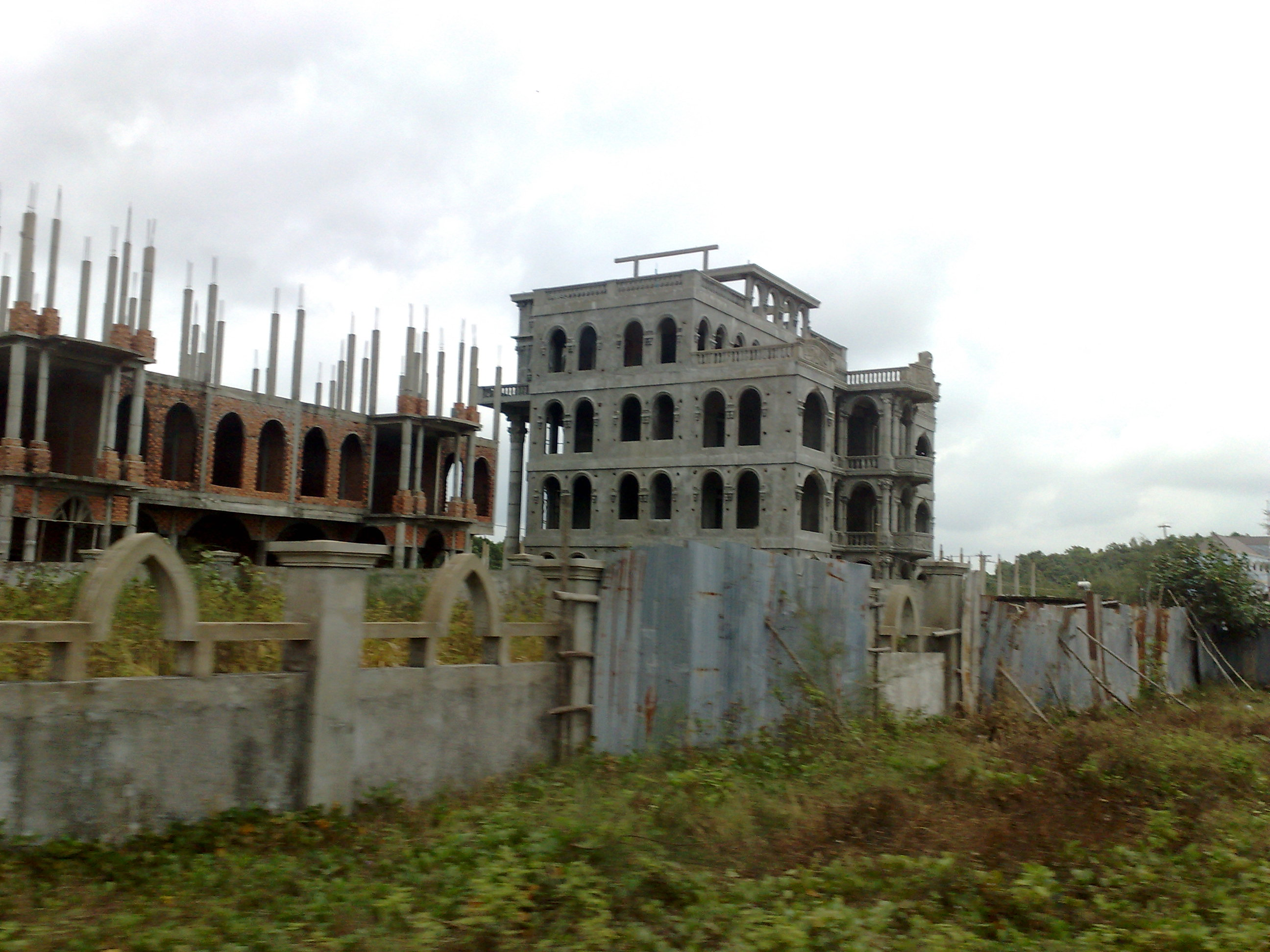
Une maison hantée à Kompong Som, Cambodge.

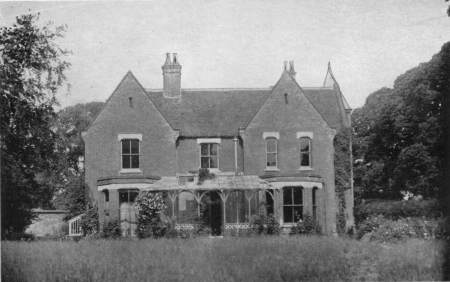
Vue arrière du presbytère hanté de Borley.

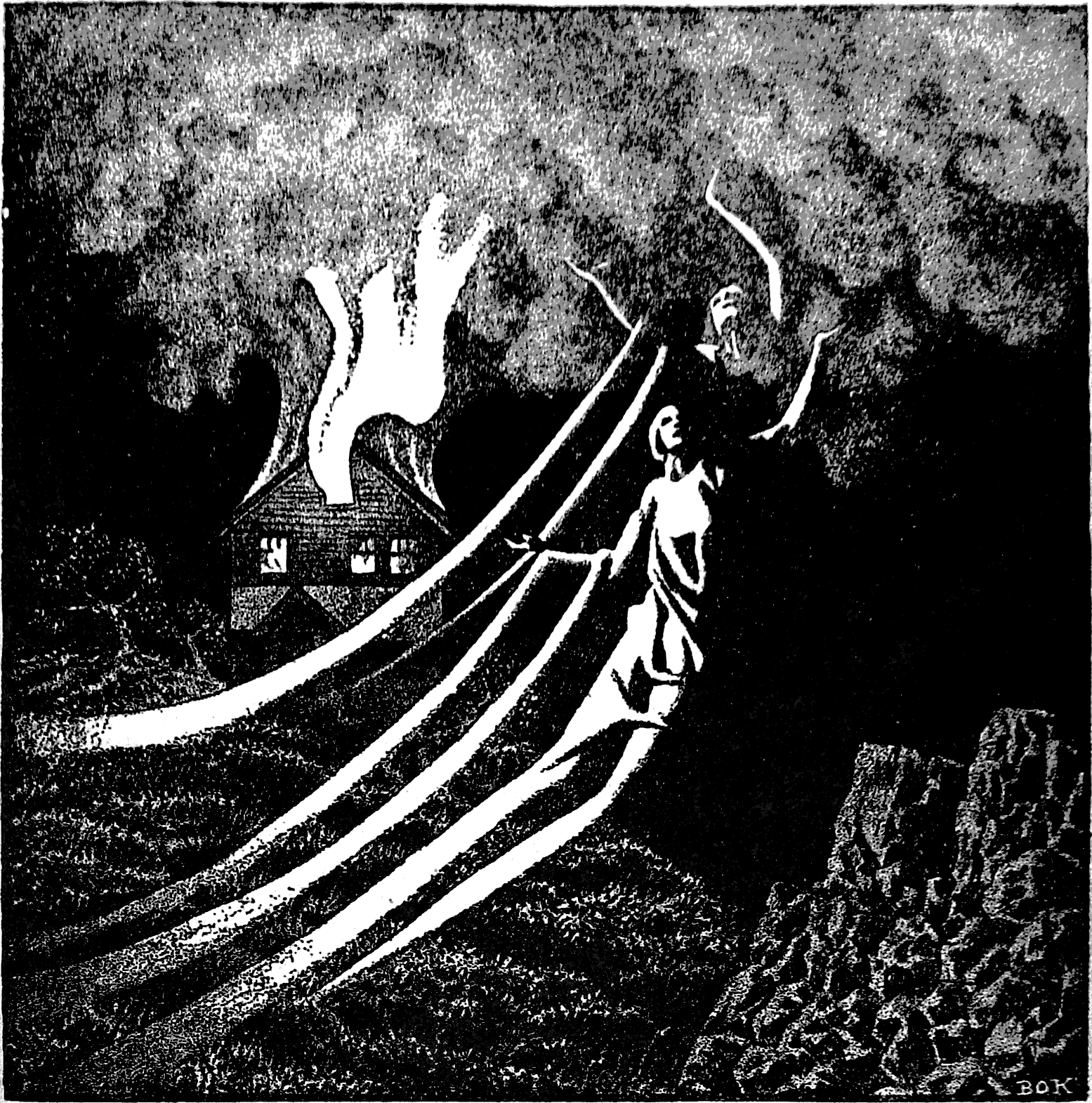
Illustration en pages intérieures du magazine Weird Tales, septembre 1941.

Une maison hantée est une demeure réputée pour être occupée par des esprits, fantômes, ou d'autres forces surnaturelles ou encore où se produisent des phénomènes surnaturels ou paranormaux inexpliqués. Elle se distingue de la maison possédée dans laquelle ces esprits maîtrisent ses habitants. 
Une maison à hanter désigne dans le monde du spiritualisme moderne des pièces construites à escient dans une demeure (spirit rooms apparues dans le centre des États-Unis dans les années 1860, par exemple dans la demeure de Sarah Winchester) pour entrer en communication avec des esprits. 
D'après un sondage Gallup de 2005, les maisons hantées sont la croyance paranormale la plus répandue avec 37 % des Américains, 28 % des Canadiens, et 40 % des Britanniques qui croient en leur existence.

## Histoire
Les légendes sur les maisons hantées sont apparues tôt dans la littérature. Des auteurs de l'époque romaine comme Plaute, Pline le Jeune et Lucien de Samosate ont écrit des histoires sur les maisons hantées, de même dans Les Mille et Une Nuits (telle l'Histoire d'Ali le Cairote et de la maison hantée à Bagdad). La hantise de lieu (appelée aussi « grande hantise ») est régulièrement utilisée comme intrigue dans le roman gothique comme Dracula, le roman d'horreur ou plus récemment dans la fiction traitant du paranormal avec des auteurs allant d'Henry James à Stephen King qui font appel au goût pour le bizarre, l'envie de se faire peur, la croyance ou la curiosité pour les revenants manifestés par les lecteurs.
Au XVIe siècle, l'Église fait tout pour que la croyance dans les maisons hantées soit abolie mais devant la persistance de ces superstitions, elle développe au cours des siècles suivants des rituels de bénédiction et d'exorcisme. Alors que le XXe siècle et le XXIe siècle qui privilégient le home sweet Home, considèrent de plus en plus la maison hantée comme une superstition frappée d'archaïsme, le XVIIIe siècle, siècle des Lumières (avec notamment l'exégète bénédictin Dom Calmet qui recense en 1746 dans son Traité sur les apparitions la liste des récits de maisons hantées depuis l'Antiquité gréco-romaine) et le XIXe siècle (siècle de rationalisation, de déchristianisation, mais aussi siècle de montée des idéologies et du romantisme) voient le développement des récits de maisons hantées. La Révolution française provoque de nombreuses émigrations d'aristocrates, leurs châteaux et manoirs étant vendus sous forme de lots : les romans d'émigration évoquent le retour de ces aristocrates venant hanter leurs demeures. Les guerres napoléoniennes suscitent en Europe des disparitions brutales et morts violentes. Ces « mal sauvés » (morts sans le rituel des derniers sacrements) provoquent une rechristianisation du culte des morts et le renouveau du thème du purgatoire (« l'infirmerie du bon Dieu » selon le curé d'Ars) avec ses revenants venant hanter les maisons, thème très présent jusqu'au milieu du XXe siècle.
Le XIXe siècle voit également le développement du spiritisme moderne qui est le terreau des maisons hantées. Il apparaît dans les années 1840 dans le Burned-over District de l’État de New York, avec notamment l'histoire de la maison hantée des sœurs Fox en 1848 qui modernisant la nécromancie (mode des tables tournantes pour communiquer avec l'âme qui hante la maison, mode très prisée par Victor Hugo en exil à Guernesey). L'Église réagit alors en pratiquant des exorcismes sur ce qu'elle diagnostique comme des âmes errantes ou des démons qui s'emparent des maisons, les scientifiques étudient plutôt leurs occupants du point de vue de la maladie psychique tandis qu'apparaissent les chasseurs de fantômes et les spirites (notamment médiums) qui considèrent que les maisons sont hantées d'esprits farceurs, malins, de disparus ou frappées par des poltergeists. Le XIXe siècle spiritualiste et ses maisons hantées inspirent ainsi la peinture, la littérature et le cinéma. En France, Allan Kardec constitue le spiritualisme en un corps de doctrine cohérent dans Le Livre des Esprits (1857) et sa Revue spirite analyse les cas de maisons hantées.
Dans les années 1880 émerge une volonté positiviste d'analyse des hantises qui sont considérées comme des superstitions. De nombreuses fraudes et supercheries (généralement la nouvelle maison hantée découverte est liée à un but lucratif) comme celle du presbytère de Borley mises au jour portent un coup d'arrêt à cet âge d'or, les spirites et spiritualistes se tournant alors vers d'autres formes de spiritisme. Le parapsychologue italien Ernest Bozzano montre en 1920 dans Phénomènes de hantises que sur 532 cas de lieux hantés, peu sont infestés de poltergeist. En 1923, l'astronome spirite Camille Flammarion écrit un ouvrage de référence, Les Maisons hantées dans lequel il reprend la théorie du XIXe siècle de la psychosométrie : dans les murs se développent des imprégnations spirituelles (fluides, forces électromagnétiques). Malgré l'apport de la science, la vivacité de la persistance des récits de maison hantées se retrouve aujourd'hui dans les histoires de fantômes.

## Œuvres de fiction mettant en scène une maison hantée

### Romans
- Le Château d'Otrante (1764) d'Horace Walpole
- Les Mystères d'Udolphe (1794) d'Ann Radcliffe
- La Chute de la maison Usher (1845) d'Edgar Allan Poe
- The Haunted and the Haunters (1857) d'Edward Bulwer-Lytton
- La Maison hantée (1859) de Charles Dickens
- Le Tour d'écrou (1898) d'Henry James
- La maison était bien là (1907) de Jacques Futrelle
- La Maison au bord du monde (1908) de William Hope Hodgson
- The Beckoning Fair One (1911) d'Oliver Onions
- The Rats in the Walls (1924) de H. P. Lovecraft
- Maison hantée (1959) de Shirley Jackson
- Ammie, Come Home (1968) de Barbara Michaels (Elizabeth Peters), titre français : Un passé qui n'en finit pas...
- Hell House (1971) de Richard Matheson
- The House with a Clock in Its Walls (1973) de John Bellairs
- Salem (1975) de Stephen King
- Shining, l'enfant lumière (1977) de Stephen King
- The Woman in Black (1983) de Susan Hill
- La Maison des feuilles (2000) de Mark Z. Danielewski
- From the Dust Returned (2001) de Ray Bradbury
- The House where Nobody Lived (2006) de Brad Strickland
- Le Cabinet du Diable (2016) de Céline Maltère
- L'Île aux poupées (2018) de Gab Stael
- La Petite Maison grise et parallèle (2019) de Marie Hurtrel
- Une maison oubliée (2020) de Sandrine Barbier Lombardy

### Films
- La Maison hantée (1906)
- La Maison hantée (1911)
- Malec chez les fantômes (1921)
- La Volonté du mort (1927)
- The Cat Creeps (1930)
- Fantôme à vendre (1936)
- Les Revenants solitaires (1937)
- Le Mystère de la maison Norman (1939)
- Le Mystère du château maudit (1940)
- Fantômes en vadrouille (1941)
- La Falaise mystérieuse (1944)
- Le Fantôme de Canterville (1944)
- Deux Nigauds dans le manoir hanté (1946)
- Sylvie et le Fantôme (1946)
- L'Aventure de madame Muir (1947)
- Fais-moi peur (1953)
- La Nuit de tous les mystères (1959)
- 13 Ghosts (1960)
- Les Innocents (1961)
- La Maison du diable (1963)
- The Ghost and Mr. Chicken (1966)
- Fantômas contre Scotland Yard (1967)
- La Maison qui tue (1970)
- Les Créatures de l'ombre (1973)
- La Maison des damnés (1973)
- Céline et Julie vont en bateau (1974)
- Trauma (1976)
- Amityville : La Maison du diable (1979 & 2005)
- L'Enfant du diable (1980)
- Shining (1980)
- Poltergeist (1982)
- SOS Fantômes (1984)
- House (1986)
- Beetlejuice (1988)
- La Nuit des Démons (1988)
- Sweet Home (1989)
- La Dame en noir (1989)
- Le Sous-sol de la peur (1991)
- Casper (1995)
- Haunted (1995)
- Ghosts (1997)
- Hantise (remake) (1999)
- La Maison de l'horreur (remake) (1999)
- Le Projet Blair Witch (1999)
- Sixième Sens (1999)
- 13 fantômes (remake) (2001)
- Les Autres (2001)
- Darkness (2002)
- Rose Red (2002)
- Le Manoir hanté et les 999 Fantômes (2003)
- The Grudge (2004)
- La Maison de cire (2005)
- La Porte des secrets (2005)
- American Haunting (2006)
- In a Dark Place (2006)
- Monster House (2006)
- Stay Alive (2006)
- Return to House on Haunted Hill (2006)
- Chambre 1408 (2007)
- Les Messagers (2007)
- L'Orphelinat (2007)
- Paranormal Activity (2007)
- Paranormal Entity (2008)
- Deadline (2009)
- Le Dernier Rite (2009)
- Paranormal Activity 2 (2010)
- La Dame en noir (2012)
- Conjuring : Les Dossiers Warren (2013)
- Conjuring 2 : Le Cas Enfield (2016)
- La Nonne (2018)

## Lieux présumés hantés
- Liste de lieux réputés hantés dans le monde (en)